# Cornus walteri
Cornus walteri är en kornellväxtart som beskrevs av Wangerin. Cornus walteri ingår i släktet korneller, och familjen kornellväxter. Inga underarter finns listade i Catalogue of Life.

## Bildgalleri

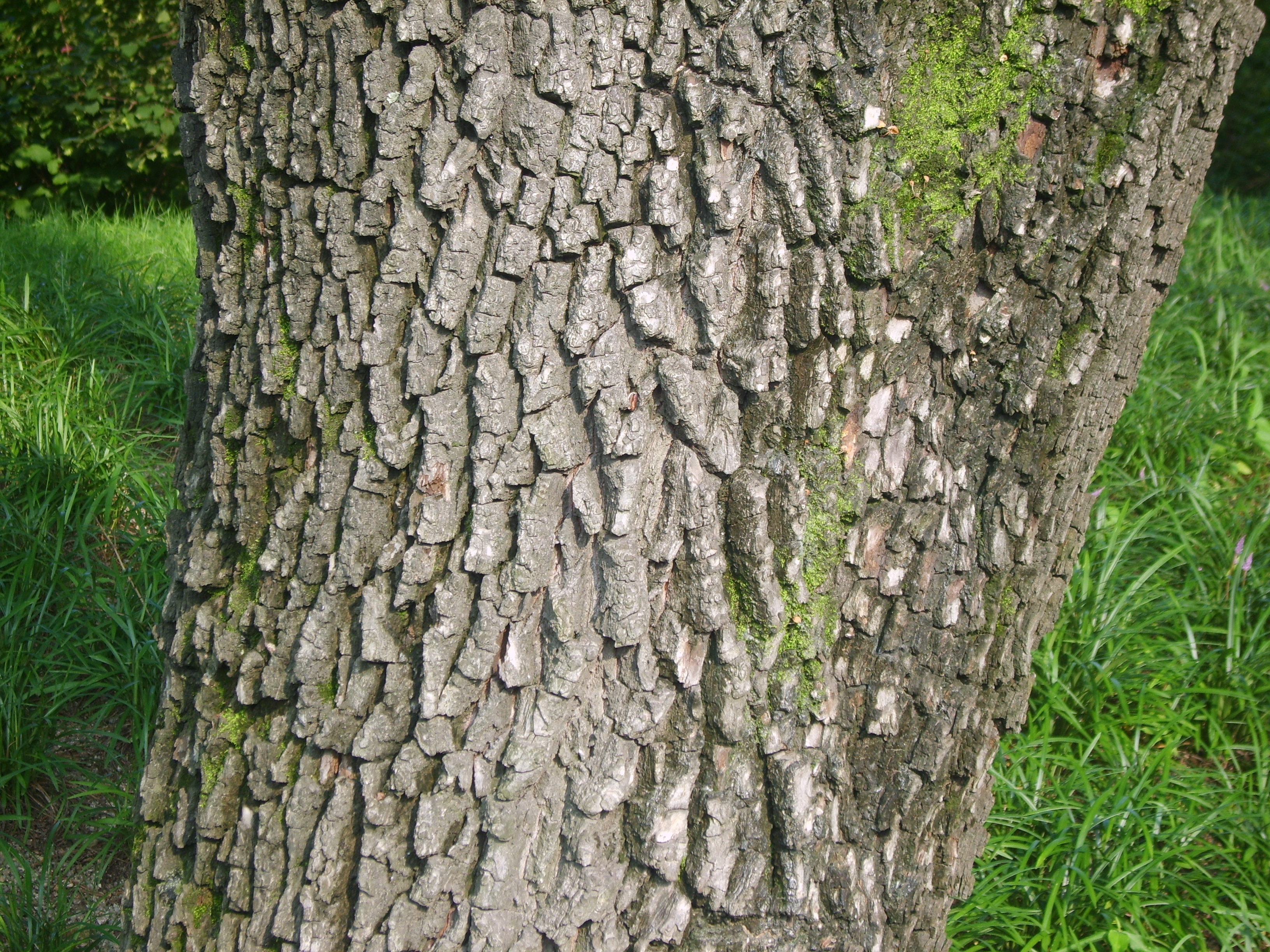